# ブラッド・グザン

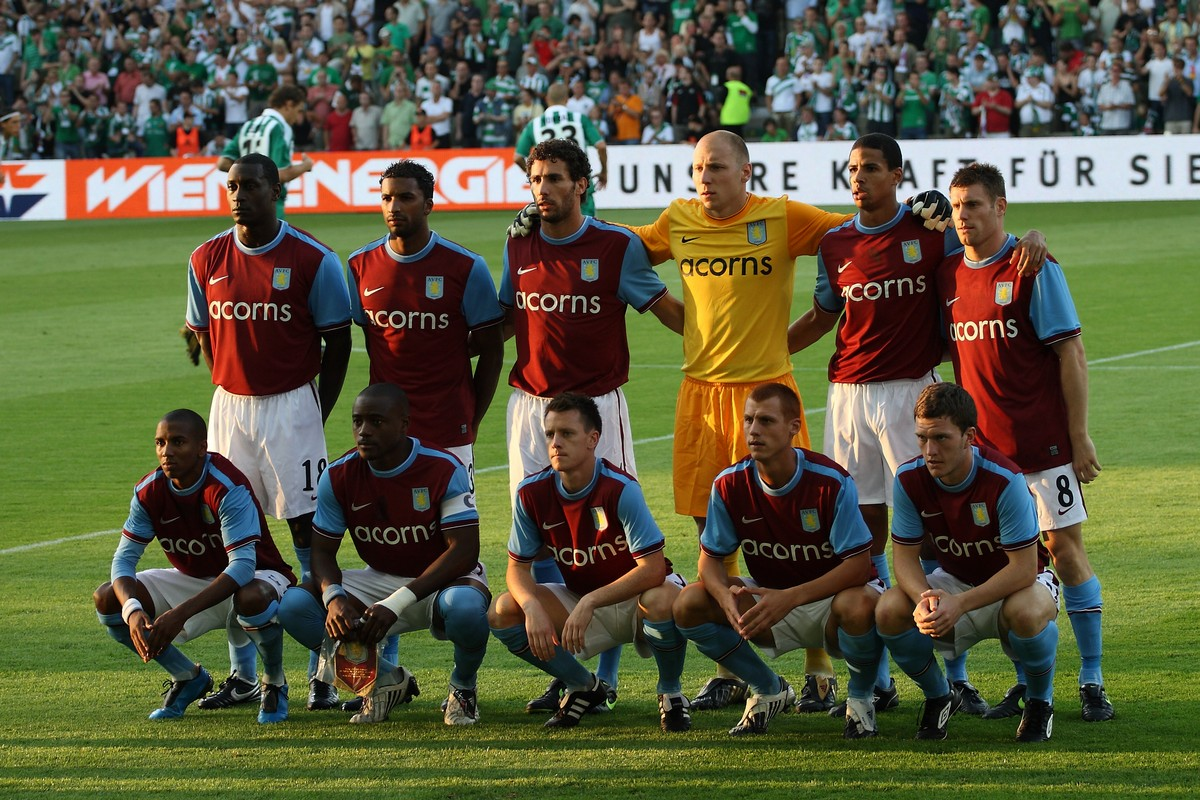
2009年8月、UEFAヨーロッパリーグ 2009-10敵地SKラピード・ウィーン戦前にアストン・ヴィラの同僚達と整列するグザン（黄色の服）

ブラッドリー・エドウィン・"ブラッド"・グザン（Bradley Edwin "Brad" Guzan [ɡuːˈzæn], 1984年9月9日 - ）は、アメリカ合衆国イリノイ州エバーグリーン・パーク出身のサッカー選手。メジャーリーグサッカー・アトランタ・ユナイテッドFC所属。元アメリカ代表。ポジションはゴールキーパー。

## 経歴

### クラブ

#### アメリカ
イリノイ州エバーグリーン・パークに生まれホーマー・グレンで育ったグザンは、少年時代に在籍したシカゴ・マジックSCから、2003年に卒業したプロヴィデンス・カトリック高校までゴールキーパーと並んで守備的ミッドフィルダーやセンターバックも務め、高校の上級生時代にはフィールドプレイヤーとして州選手権でチームを優勝に導き、オールミッドウェストとオールステートに選出される活躍を見せた。しかし、大学レベルでプレイする能力が足りないと感じたためにサウスカロライナ大学でゴールキーパーに本格的にゴールキーパーとして転向し、2年生の時にオールアメリカン2軍に選出された。また、大学サッカーで活動すると同時にUSLプレミアデベロップメントリーグのシカゴ・ファイアー・リザーブズにも所属し、レギュラーシーズン全18試合中13試合に出場。合計僅か5失点・リーグ最多の8試合完封の活躍を見せ、出場した全試合の勝利に貢献し、チームを中央地区ハートランド・ディヴィジョン優勝にしてプレーオフ進出に貢献した。最終的にプレーオフを勝ち抜くことは出来なかったものの、リーグのベストイレブンに選出された。
メジャーリーグサッカーとアメリカ合衆国サッカー連盟が共同で若手発掘を目的としたプロジェクト40（en）と2005年に契約することで大学生活から別れを告げると共に同年のスーパードラフトで1巡目・全体の2番目でチーヴァスUSAから指名されて入団。プロ3年目の2007年シーズンには、トニー・メオラ（en）に次ぐリーグ歴代2位となる13試合完封を達成する活躍等から年間最優秀GKに選出された。

#### アストン・ヴィラ
移籍が噂されるアルトゥール・ボルツの後釜として、2008年1月に推定移籍金100万ポンドでスコットランド1部のセルティックFCからオファーを受け、その後、セルティックの練習に参加したことで契約を締結するかと思われる中、今度は28日にスコット・カーソンの後釜として、移籍金200万ポンドでイングランド1部のアストン・ヴィラFCからオファーが届いた。どちらのクラブと契約するか注目を集めていたが、最終的に労働許可証の申請が許可されずに破談となった。しかし、グザンを諦めきれずにいたアストン・ヴィラ側から2008年夏の移籍市場でオファーを受け、7月14日に移籍金65万ポンドで合意に達した。なお、前回のオファーからの大幅な減額は、チーヴァスUSAとの契約は残り半年であり、2009年1月の移籍市場で自由契約選手としてアストン・ヴィラへの加入が可能だったために起こったことだった。8月1日に労働許可証が許可されて晴れて正式に一員となった。
アストン・ヴィラでは、同時期に加入した同胞のブラッド・フリーデルの存在と北京オリンピックに参加していたため、9月25日のフットボールリーグカップでのクイーンズ・パーク・レンジャーズFC戦まで公式戦初出場を待たなくてはならなかった。欧州カップ戦初出場を飾った2008年11月6日のUEFAカップ 2008-09敵地SKスラヴィア・プラハ戦での無失点に抑えるパフォーマンスは、マーティン・オニール監督から「偉大なゴールキーパーであり、彼が労働許可証を所持していて良かった」と称賛された。その後、2009年2月18日のヴィラ・パークでのPFC CSKAモスクワとの第1戦で先発出場をし、3月22日のリヴァプールFC戦（0-5）でフリーデルがレッドカードを貰ったことにより途中出場でリーグ初出場を飾っている。
2009-10シーズン前に行われたピースカップでは、正GKとしてアトランテFC、FCポルト、ユヴェントスFC戦の全試合に出場。特にユヴェントスとの決勝戦のPK戦でヴィンチェンツォ・イアクインタ、アレッサンドロ・デル・ピエロ、ニコラ・レグロッターリエのシュートを防ぐ活躍を見せ、優勝に貢献した。なお、チームは唯一グループリーグのマラガCF戦で敗北しているが、その試合にグザンは出場していなかった。このようにシーズン前に出色の出来を見せていたにもかかわらず、ウィガン・アスレティックFCとの新シーズン開幕戦をフリーデルに譲り、昨季同様にカップ戦要員に甘んじることとなったが、2009年10月27日のスタジアム・オブ・ライトでのサンダーランドAFCとのリーグカップベスト16で通常の時間帯で1度、PK戦で3度ものペナルティーキックを防ぐ活躍を見せた。だが、マンチェスター・ユナイテッドFCとの決勝戦という重要な一戦では、オニール監督は経験豊富のフリーデルを選択したことで出場することはなかった。
ハル・シティへの期限付き移籍

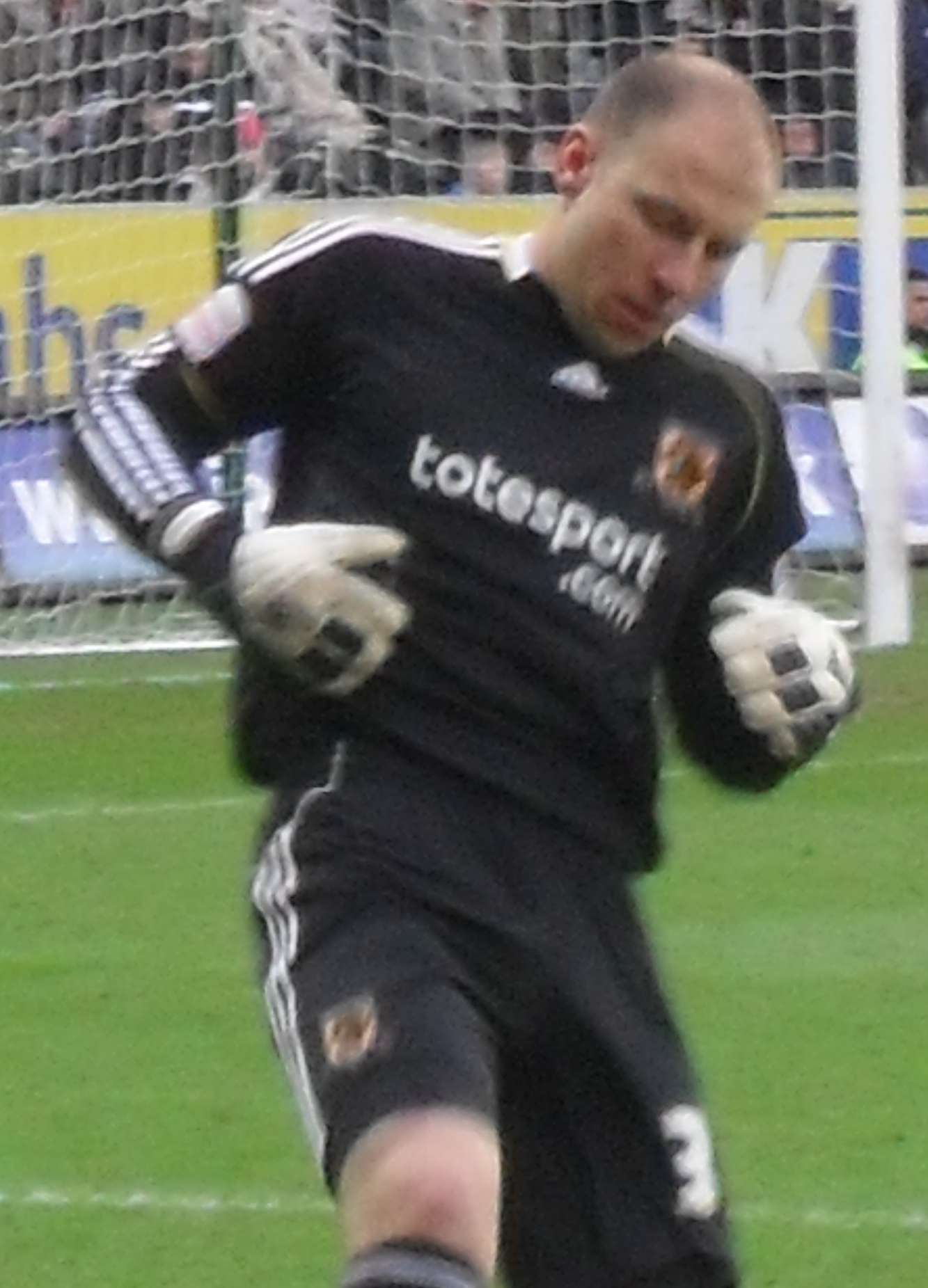
2011年、ハル・シティAFCでのグザン

2010年12月31日に同国2部のハル・シティAFCに1ヶ月の期限付き移籍をする。ハル・シティでは、アーセナルFCから期限付き移籍をしていたヴィト・マンノーネの故障もあって正GKを務めることとなり、2011年1月1日のレスター・シティFC戦（0-1）で早速初出場を飾ると、次のポーツマスFC戦（3-2）にも出場し、バーンズリーFC戦で移籍後初完封を達成した。加入してからすぐさまチームに順応しての活躍が評価され、1月25日に2月まで期限付き期間が延長され、最終的に2月28日にアストン・ヴィラへ復帰するまでの間でリーグ戦11試合に出場した。
しかし、マンノーネがまたしても負傷したことで緊急融資によって3月7日にハル・シティと再契約を締結し、翌8日のバーンリーFC戦で復帰後初出場をする。4月9日の敵地でのワトフォードFC戦（2-1）が最後の試合だった。
アストン・ヴィラ復帰
2011-12シーズンは、長年のライバルであるフリーデルがトッテナム・ホットスパーFCへ移籍するも、入れ替わりに加入したシェイ・ギブンの存在から暫くの間控えだったが、2011年12月3日のマンチェスター・ユナイテッド戦でギブンが負傷したために途中出場にしてプレミアリーグ2度目の出場を果たした。以後、ハムストリングを負傷したギブンに代わって1ヶ月ゴールを守ることとなり、その間の試合では敵地でのチェルシーFC戦で強豪相手に勝利を本拠地では未勝利とチーム全体で見ると低迷したものの、グザン個人としてはFAカップのブリストル・ローヴァーズFC戦でのPKストップ等でギブンの穴を埋める活躍を見せたことでアレックス・マクリーシュ監督から「ギブンが元の位置に戻れる保証はない」と称賛された。しかし、ギヴンが復帰すると再び控えに落ち着いており、その状況に不満を持ったことでマクリーシュ監督から契約延長を示唆されたものの、自身の代理人と相談の末に退団することを決意し、そして6月の契約満了に伴い放出されることがクラブ側から発表された。
アストン・ヴィラ退団後は、イングランドとドイツのクラブから関心を寄せられていたために交渉を開始しようとした矢先、アストン・ヴィラがマクリーシュ監督を解雇してポール・ランバート監督を就任させたことで復帰を検討し始め、ランバート監督と会談した際に重要な戦力と告げられて復帰に至る。そして、2012年7月16日に正式に契約すると共にランバート新監督の下でアメリカへの合宿メンバー25人に含まれていることが確認された。2012-13シーズンもギブンの控えとしてのスタートだったが、開幕から2連敗をしたことを機に第3節のセント・ジェームズ・パークでのニューカッスル・ユナイテッドFC戦（1-1）で再契約後初にして先発出場を果たすと、1度の失点こそ許しているが2度の決定機を見事に防いで同試合の最優秀選手に選出され、次のスウォンジ・シティAFC戦（2-0）では、初の完封勝利を達成して自身の能力とランバート監督の判断の正しさを証明した。その一方で12月23日のチェルシー戦（8失点）と26日のトッテナム戦（4失点）の2試合で12失点を許したことで疑問視される場面も見られたが、依然としてランバート監督からの信頼は厚く、シーズン終了まで全試合に先発出場をしてポジションを守り抜いた。残留争いに巻き込まれるチームの中にあって随所に好守を披露して危機を救ったことが評価され、シーズン終了後に選手とサポーターの投票による2つの最優秀選手に選出された。また、正GKとしての地位を確立したことで背番号1を継承し、7月6日に新たに4年契約を締結した。
2013年9月28日のマンチェスター・シティ戦ではゴールキックからアンドレアス・ヴァイマンの決勝点をアシストした。

#### ミドルズブラ
2016年6月29日、ミドルズブラに移籍した。

#### アトランタ・ユナイテッド
2017年7月より、アトランタ・ユナイテッドFCに移籍。

### 代表

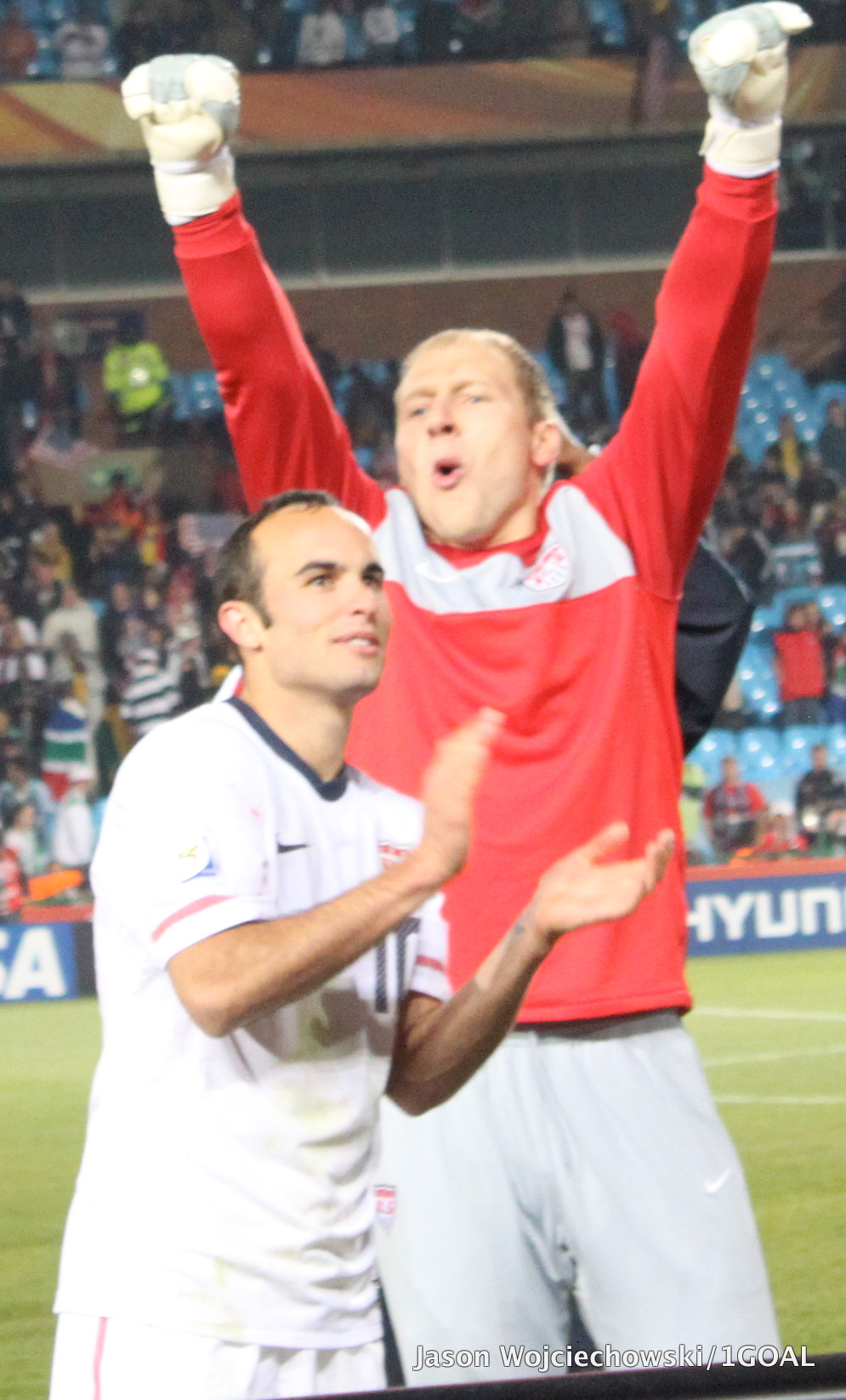
2010 FIFAワールドカップ時のアメリカ代表でのグザン（右）

アメリカ代表としては、2006年2月19日のグアテマラとの親善試合で初出場を飾ったが、この年は同試合に出場したのみに終わり、2006 FIFAワールドカップのメンバーに選出されることもなかった。
ワールドカップ終了後は、主にティム・ハワードやケーシー・ケラーの控えとして2007 CONCACAFゴールドカップとコパ・アメリカ2007に参加し、前者では出場機会が訪れなかったが、後者のコロンビア戦（0-1）で代表2試合目を飾り、敗戦こそしたものの、PKを含め幾つかの決定機を防ぎ奮闘した。アメリカ代表史上最大差勝利試合となった2008年8月16日の2010 FIFAワールドカップ・北中米カリブ海予選2次予選第2戦でのバルバドス戦（8-0）でワールドカップ予選初出場を飾り、その後の同大会では、最終予選のトリニダード・トバゴ戦（1-2）とグアテマラ戦（2-0）に先発出場し、ハワードの累積警告での出場停止によってエルサルバドル戦（2-2）でもゴールを守った。FIFAコンフェデレーションズカップ2009では、エジプト戦（3-0）の1試合に出場。2010 FIFAワールドカップではメンバー入りを果たしたが出番はなかった。
以降はハワードに次ぐ2番手としての地位を確固としている中、ハワードが背中の怪我を療養してる間に2013年3月の2014 FIFAワールドカップ・北中米カリブ海予選最終予選のディックス・スポーティング・グッズ・パークでのコスタリカ戦（1-0）とエスタディオ・アステカでのライバルのメキシコ戦との2試合で先発を務め、2試合共に無失点に抑えた。
また、2008年には北京オリンピックでFWのブライアン・マクブライド、DFのマイケル・パークハースト（en）と共にオーバーエイジ枠でメンバー入りをしており、グループリーグの3試合全てに出場している。

## 個人成績
| クラブ                   | シーズン | リーグ             | リーグ | リーグ | カップ | カップ | リーグカップ プレーオフ | リーグカップ プレーオフ | 国際大会 | 国際大会 | 合計 | 合計 |
| クラブ                   | シーズン | リーグ             | 出場   | 得点   | 出場   | 得点   | 出場                    | 得点                    | 出場     | 得点     | 出場 | 得点 |
| ------------------------ | -------- | ------------------ | ------ | ------ | ------ | ------ | ----------------------- | ----------------------- | -------- | -------- | ---- | ---- |
| チーヴァスUSA            | 2005     | MLS                | 24     | 0      | 2      | 0      | -                       | -                       | -        | -        | 26   | 0    |
| チーヴァスUSA            | 2006     | MLS                | 13     | 0      | 1      | 0      | 2                       | 0                       | -        | -        | 16   | 0    |
| チーヴァスUSA            | 2007     | MLS                | 27     | 0      | 0      | 0      | 2                       | 0                       | -        | -        | 27   | 0    |
| チーヴァスUSA            | 2008     | MLS                | 15     | 0      | 1      | 0      | -                       | -                       | -        | -        | 16   | 0    |
| チーヴァスUSA            | 合計     | 合計               | 79     | 0      | 4      | 0      | 4                       | -                       | -        | -        | 83   | 0    |
| アストン・ヴィラ         | 2008-09  | プレミアリーグ     | 1      | 0      | 1      | 0      | 1                       | 0                       | 5        | 0        | 8    | 0    |
| アストン・ヴィラ         | 2009-10  | プレミアリーグ     | 0      | 0      | 3      | 0      | 5                       | 0                       | 2        | 0        | 10   | 0    |
| アストン・ヴィラ         | 2010-11  | プレミアリーグ     | 0      | 0      | 0      | 0      | 1                       | 0                       | 2        | 0        | 3    | 0    |
| アストン・ヴィラ         | 2011-12  | プレミアリーグ     | 7      | 0      | 1      | 0      | 1                       | 0                       | -        | -        | 9    | 0    |
| アストン・ヴィラ         | 2012-13  | プレミアリーグ     | 36     | 0      | 0      | 0      | 1                       | 0                       | -        | -        | 37   | 0    |
| アストン・ヴィラ         | 2013-14  | プレミアリーグ     | 38     | 0      | 0      | 0      | 0                       | 0                       | -        | -        | 38   | 0    |
| アストン・ヴィラ         | 2014-15  | プレミアリーグ     | 34     | 0      | 0      | 0      | 0                       | 0                       | -        | -        | 34   | 0    |
| アストン・ヴィラ         | 2015-16  | プレミアリーグ     | 28     | 0      | 2      | 0      | 2                       | 0                       | -        | -        | 32   | 0    |
| アストン・ヴィラ         | 合計     | 合計               | 144    | 0      | 7      | 0      | 11                      | 0                       | 9        | 0        | 171  | 0    |
| ハル・シティ (loan)      | 2010-11  | チャンピオンシップ | 16     | 0      | 0      | 0      | 0                       | 0                       | -        | -        | 16   | 0    |
| ミドルズブラ             | 2016-17  | プレミアリーグ     | 3      | 0      | 2      | 0      | 1                       | 0                       | -        | -        | 6    | 0    |
| ミドルズブラ             | 合計     | 合計               | 3      | 0      | 2      | 0      | 1                       | 0                       | -        | -        | 6    | 0    |
| アトランタ・ユナイテッド | 2017     | MLS                | 0      | 0      | 0      | 0      | 0                       | 0                       | -        | -        | 0    | 0    |
| アトランタ・ユナイテッド | 合計     | 合計               | 0      | 0      | 0      | 0      | 0                       | 0                       | -        | -        | 0    | 0    |
| 通算                     | 通算     | 通算               | 242    | 0      | 13     | 0      | 16                      | 0                       | 9        | 0        | 280  | 0    |

## 代表歴

### 出場大会
- アメリカ代表
  - 2010 FIFAワールドカップ
  - 2014 FIFAワールドカップ

### 試合数
- 国際Aマッチ 64試合 0得点（2006年-2019年）[45]

| アメリカ代表 | 国際Aマッチ | 国際Aマッチ |
| 年           | 出場        | 得点        |
| ------------ | ----------- | ----------- |
| 2006         | 1           | 0           |
| 2007         | 3           | 0           |
| 2008         | 7           | 0           |
| 2009         | 4           | 0           |
| 2010         | 4           | 0           |
| 2011         | 0           | 0           |
| 2012         | 1           | 0           |
| 2013         | 4           | 0           |
| 2014         | 4           | 0           |
| 2015         | 13          | 0           |
| 2016         | 12          | 0           |
| 2017         | 5           | 0           |
| 2018         | 2           | 0           |
| 2019         | 4           | 0           |
| 通算         | 64          | 0           |

## タイトル

### クラブ
アトランタ・ユナイテッドFC
- MLSカップ：1回　(2018)
- USオープンカップ：1回　(2019)
- カンペオーネスカップ：1回　(2019)

### 代表
アメリカ代表
- CONCACAFゴールドカップ：1回 (2007)

### 個人
- MLS年間最優秀GK賞（英語版）：1回 (2007)
- MLSベストイレブン：1回 (2007)